# Trolleybus de Pilsen
Le trolleybus de Pilsen est réseau de transports en commun qui dessert la ville de Pilsen, en République tchèque.

## Réseau actuel

### Matériel roulant
Le parc comprend 88 véhicules au total.
| Photo | Modèle             | Quantité |
| ----- | ------------------ | -------- |
|       | Škoda 14Tr         | 15       |
|       | Škoda 21Tr         | 18       |
|       | Škoda 24Tr Irisbus | 23       |
|       | Škoda 25Tr Irisbus | 5        |
|       | Škoda 26Tr Solaris | 10       |
|       | Škoda 27Tr Solaris | 16       |